# Идолопоклонство
Идолопоклонство или идолатрија представља обожавање идола, типично за политеистичке религије. У абрахамским религијама, наиме у јудаизму, хришћанству и исламу, идолопоклонство означава обожавање нечега или некога другог осим Абрахамовог Бога као да је то Бог. У овим монотеистичким религијама идолопоклонство се сматрало „обожавањем лажних богова“ и забрањено је вредностима попут Десет заповести. Друге монотеистичке религије често примењују слична правила. У многим индијским религијама, попут теистичких и нетеистичких облика хиндуизма, будизма и џаинизма, идоли (мурти) се сматрају симболиком апсолутног, али не и Апсолута, или иконама духовних идеја, или оличење божанског. То је средство за усредсређивање нечије религиозне потраге и обожавања (бакти). У традиционалним религијама древног Египта, Грчке, Рима, Африке, Азије, Америке и другде, поштовање култних слика или кипова била је уобичајена пракса од антике, и култне слике су имале различита значења и значај у историји религије. Штавише, материјални приказ божанства или више божанстава увек је играо истакнуту улогу у свим културама света.
Опозиција употреби било које иконе или слике за представљање идеја поштовања или богослужења назива се аниконизам. Уништавање слика као икона поштовања назива се иконоборство, и то је дуго било праћено насиљем између верских група које забрањују обожавање идола и оних које су прихватиле иконе, слике и статуе за богослужење. Дефиниција идолопоклонства била је оспоравана тема унутар абрахамских религија, при чему су многи муслимани и већина протестантских хришћана осудили католичку и источно-православну праксу поштовања Девице Марије у многим црквама као облик идолопоклонства.
Историја религије је обележена оптужбама и порицањем идолопоклонства. Ове оптужбе сматрају да су статуе и слике лишене симболике. Алтернативно, тема идолопоклонства била је извор неслагања између многих религија, или унутар конфесија различитих религија, с претпоставком да иконе властите верске праксе имају значајну симболику, док оне другачије верске праксе друге особе немају.

## Етимологија и номенклатура
Реч идолопоклонство потиче од грчке речи eidololatria (εἰδωλολατρία) која је сама по себи сложеница од две речи: eidolon (εἴδωλον „слика/идол”) и latreia (λατρεία „обожавање”, у вези са λάτρις). Реч eidololatria тако значи „обожавање идола”, која се на латинском јавља прво као idololatria, затим на вулгарном латинском као idolatria, одатле се појављује у старофранцуском у 12. веку као idolatrie, која се први пут средином 13. века на енглеском појављује као idolatry.
Иако се чини да је грчка реч позајмљени превод хебрејске фразе avodat elilim, која је посведочена у рабинској литератури (e.g., bChul., 13b, Bar.), сам грчки израз се не налази у Септуагинти, [[Филон Александријски|Филону], Јосифу или у другим хеленистичким јеврејским списима. Оригинални израз који се користио у раним рабинским списима је oved avodah zarah (AAZ, обожавање у чудној служби или „паганско”), док се avodat kochavim umazalot (AKUM, обожавање планета и сазвежђа) не налази у његовим раним рукописима. Каснији Јевреји су користили израз עֲבוֹדה זֶרֶה, avodh zereh, што значи „чудно богослужење“.
Идолопоклонство се у историјској литератури називало и идолизам, иконолатрија или идолодулија.

## Јудаизам
У јудаизму идолопоклонством се сматра одбацивање вере у истинитог Бога, његова супституција нечим што је плод маште. За старозаветне Јевреје идолопоклоници су били сви који су одбацили веру у Бога Јахвеа, и почели да се клањају идолима, најчешће златном телету, које персонификује силе и богатство природе. За Јевреје идолопоклонство је било исто што и паганизам и отпадништво.
У Старом завету на више места патријарси и пророци позивају јеврејски народ да не замени истинога Бога "лажним боговима", односно, обоготворењем природних елемената и створења, да их не обожавају, и не чине од њих идоле, о чему говори и друга од Десет Божјих заповести:
Не прави себи лика ни обличја било чега што је горе на небу, или доље на земљи, или у водама под земљом. Не клањај им се нити им служи. Јер ја, Јахве, Бог твој, Бог сам љубоморан. Кажњавам гријех отаца - оних који ме мрзе - на дјеци до трећег и четвртог кољена, а исказујем милосрђе тисућама који ме љубе и врше моје заповједи.
На многим местима даље се говори о борби пророка са идолопоклонством које прожима готово читаву историју Израиља.

## Хришћанство
По хришћанском тумачењу сви који имају ма ког другог или ма шта друго за божанство, осим истинитог Бога падају у идолопоклонство. И обожавање анђела је идолопоклонство, иако се они сматрају најсветијим после Бога, ипак ни у ком случају не могу заменити истинитог Бога. У идолопоклонство падају обично људи којима је њихов чулни разум, њихов „ум тела" путовођа у животу. Робови чулног разума гину и убијају себе својим сопственим обманама.
Идол је био симбол демона, потпуно туђег животу, потпуно мртвога за духовна осећања. Пред таквим идолима одигравале су се и друштвена и посебна, или домаћа поклоњења; пред идолима су се убијале и приносиле животињске жртве, али неретко и људске.
Апостол Павле у својој Првој посланици Коринћанима (1. Кор. 10:20) говори да је служење идолима, у суштини служење демонима.
У Јеванђељу по Луки, се слично говори о идолопоклонству:
Идолски храмови и сами идоли били су омиљено обитавалиште демона. Из њих они су давали гласове и пророштва на пропаст злосрећног човечанства. И сам човек, преставши да буде храмом Бога Живога, постао је храм и обитавалиште сатане.(Лк. 11:24-26)